# Quan hệ Ba Lan – Việt Nam
Quan hệ Ba Lan–Việt Nam là mối quan hệ giữa Cộng hòa Ba Lan và Cộng hòa Xã hội Chủ nghĩa Việt Nam trong lịch sử. Hai nước thiết lập quan hệ ngoại giao vào năm 1950.
Mặc dù có những khác biệt về mặt địa lý, chính trị, xã hội và chế độ, hai nước chia sẻ sự đồng cảm lớn về lịch sử do có thời gian dài chống lại giặc ngoại xâm, chủ yếu là từ Nga và Trung Quốc, cũng như một lịch sử dài các cuộc bành trướng, cũng như tinh thần dân tộc và lòng yêu nước, tinh thần bền bỉ ở cả hai quốc gia. Do đó, trong những năm trở lại đây, quan hệ giữa hai nước đang được nhìn nhận lại và đã có những bước tiến lớn trong quan hệ giữa hai nước
Ba Lan có đại sứ quán ở Hà Nội trong khi Việt Nam có đại sứ quán ở Warszawa.

## Lịch sử

### Trước thế kỷ 20
Mặc dù hai quốc gia có ít mối liên hệ do vị trí địa lý khác biệt, nhưng hai quốc gia dù sao cũng có chung một lịch sử tương tự: họ có một số lịch sử lâu đời nhất và lâu đời nhất ở Châu Âu và Châu Á. Cả Ba Lan và Việt Nam đều được công nhận vì đã đánh bại hai đế chế hùng mạnh trong lịch sử tương ứng của họ, đế chế Ottoman và Mông Cổ và cứu từng lục địa khỏi các mối đe dọa của các đế chế này.  
Cả hai cũng đóng góp một số nhân vật nổi tiếng, lôi cuốn và đáng kính nhất trong lịch sử tương ứng của họ: như John III Sobieski, Józef Piłsudski, Józef Poniatowski, Witold Pilecki, Tadeusz Kościuszko, Casimir Pulaski, và Ngô Quyền, Trần Hưng Đạo, Võ Nguyên Giáp, Phan Bội Châu, Hai Bà Trưng, Nguyễn An, Lý Long Tường cho Việt Nam. Một số trong những số liệu này cũng được tôn kính bên ngoài cả hai quốc gia như Urbanowicz ở Anh, Pulaski và Kościuszko cho Hoa Kỳ; Lý Long Tường ở Hàn Quốc và Nguyễn An ở Trung Quốc.  
Vào thế kỷ 17, nhà truyền giáo Dòng Tên Ba Lan Wojciech Męciński đã đến thăm Việt Nam. 

### Hiệp định Genève
Năm 1946, người sáng lập tương lai của Israel, một người Do Thái Ba Lan, David Ben-Gurion, đã gặp Hồ Chí Minh tại Paris. Mong muốn thành lập Israel và ấn tượng lịch sử từ Hồ Chí MInh đến Ba Lan được coi là mối ràng buộc không chính thức đầu tiên giữa Việt Nam và Ba Lan. Hai nước bắt đầu thiết lập ngoại giao vào năm 1950, và sau đó đã thăng tiến dần khi hai nước vẫn còn đang là những nước cộng sản. Đại diện phái đoàn Ba Lan trong Hiệp định Genève năm 1954 Janusz Lewandowski, đã phản đối ý tưởng tách Việt Nam thành hai phần do Chu Ân Lai của Chính phủ Cộng hòa Nhân dân Trung Hoa mới thành lập đề xuất. Việt Nam đã nhận được sự đồng cảm rất lớn của đồng nghiệp Ba Lan khi họ đến Bắc Việt Nam vào những năm 1960 do sự tương đồng về lịch sử của họ; và những người nhập cư Việt Nam đến Ba Lan cũng cảm nhận Ba Lan theo cách tương tự do lịch sử của Ba Lan sở hữu.

### Chiến tranh Việt Nam và Chiến tranh Khmer Đỏ
Khi Việt Nam chịu sự lên án và cấm vận toàn cầu do Hoa Kỳ và Trung Quốc lãnh đạo trong cuộc chiến tranh chống Campuchia của Khmer Đỏ, Ba Lan, cả Chính phủ và phong trào Đoàn kết chống cộng, là một trong số ít các quốc gia thể hiện tình đoàn kết với Việt Nam về chiến tranh, một hành động góp phần vào Cộng hòa Ba Lan thứ ba sau này, vào những năm 1990, để triển khai quân đội đến Campuchia theo nhiệm vụ của Liên Hợp Quốc giúp ổn định Campuchia.  Quan hệ của Ba Lan Việt Nam phát triển từ các chương trình trao đổi sinh viên những năm 1950 và 1980. 

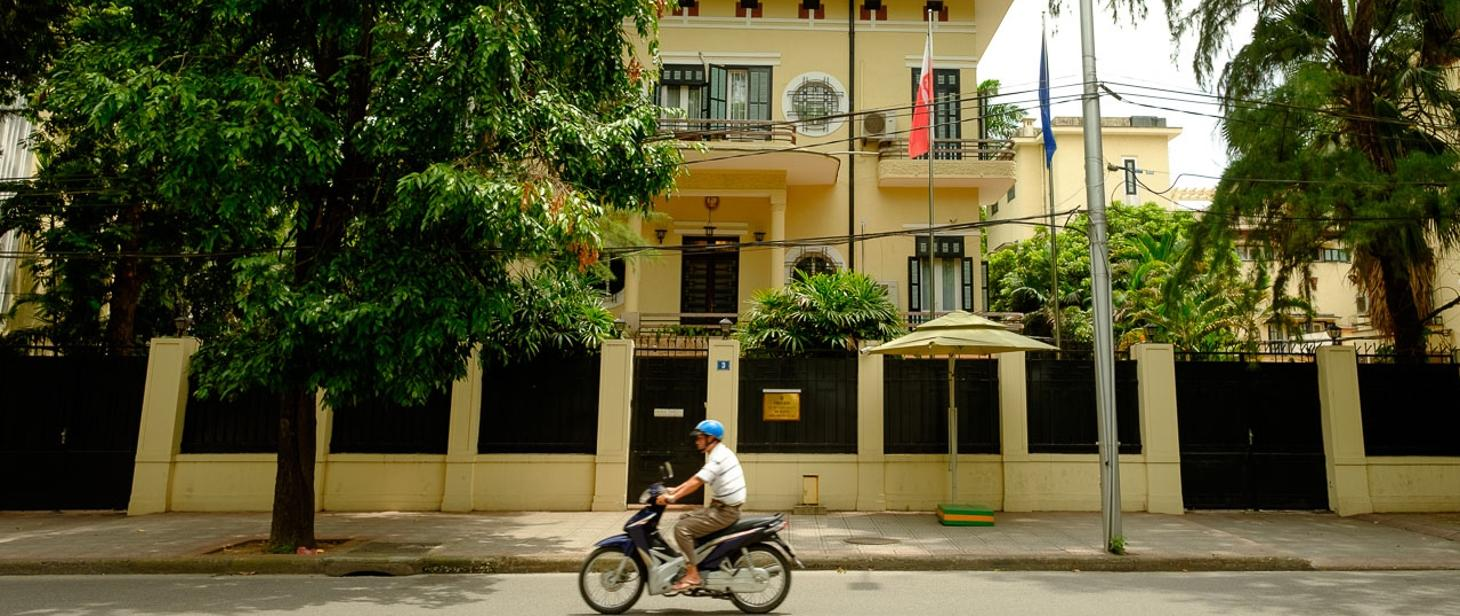
Đại sứ quán Ba Lan tại Hà Nội

Một lượng lớn kỹ sư Ba Lan tới Việt Nam trong thời kỳ Chiến tranh Việt Nam và họ đã có những ghi chép cho thấy ấn tượng sâu sắc về người Việt cũng như ý chí người Việt, đã cảm thông sâu sắc và nhiều lần so sánh với các cuộc nổi dậy và các cuộc chiến đòi độc lập của người Ba Lan chống lại ách cai trị của Nga và Đức.

### Liên Xô tan rã
Sau khi Liên Xô tan rã năm 1991, quan hệ giữa hai nước đã không mấy tiến triển, do những khác biệt về sau và việc Ba Lan từ bỏ chủ nghĩa Cộng sản đã làm quan hệ hai nước đóng băng. Chỉ đến những năm 2000, hai nước mới lại nồng ấm lên về ngoại giao.

## Quan hệ văn hóa
Sân vận động 10 năm Hữu nghị ở Warszawa được coi như là hội quán chính của người Việt ở Ba Lan, mặc dù cũng có khá nhiều người Việt tham gia vào các tổ chức phi Chính phủ phục vụ quyền lợi người Việt ở Ba Lan.
Tại Hà Nội, trường Việt Nam-Ba Lan được xây dựng trên nền tảng tình bạn hữu giữa hai nước.

## Hỗ trợ phát triển
Trong năm 2015, Ba Lan đã cung cấp cho Việt Nam 250 triệu Euro hỗ trợ phát triển.

## Người Việt ở Ba Lan

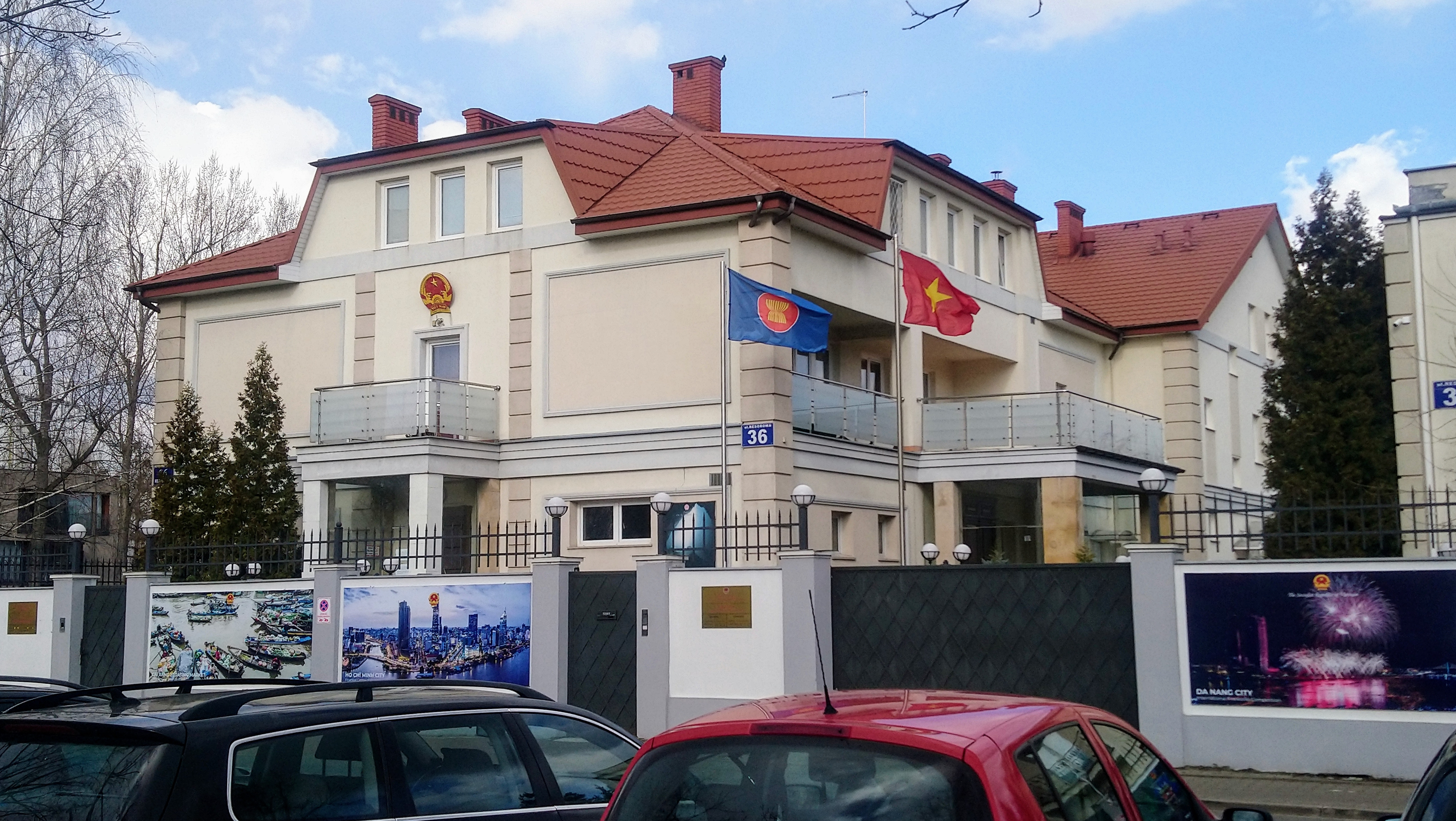
Đại sứ quán Việt Nam ở Warsawa, Ba Lan

Người Việt tại Ba Lan là cộng đồng người Việt có thể coi là một trong những cộng đồng lớn nhất ở châu Âu. Người Việt ở Ba Lan, với con số lên tới 40-60.000 người, là lớn thứ tư Liên minh châu Âu chỉ sau Người Pháp gốc Việt, người Việt tại Đức và người Việt tại Séc; cũng như là cộng đồng lớn thứ tư trong khối các nước Đông Âu, cựu cộng sản và các nước Slav, chỉ sau người Việt tại Nga, Người Việt tại Ukraina và người Việt tại Séc. Họ được coi là người thiểu số có lẽ là lớn nhất ở Ba Lan mà không thuộc văn hóa châu Âu, do thiếu thống kê chính xác. Trong khi xã hội Ba Lan tở ra khá cứng rắn với người nhập cư, người Việt nhập cư ở Ba Lan lại được nhìn nhận khá tích cực trong xã hội.

## Đại sứ quán , lãnh sự quán
- Tại Việt Nam :
- Hà Nội ( Đại sứ quán )
- Thành phố Hồ Chí Minh ( Lãnh sự quán )

- Tại Ba Lan :
- Warszawa ( Đại sứ quán )